# Michele Forte
Michele Forte (Formia, 27 gennaio 1938 – Formia, 29 settembre 2016) è stato un politico italiano.

## Biografia

### Attività politica
Ha svolto la sua attività politica a partire dalla fine degli anni settanta nelle file della Democrazia Cristiana.
Dopo la dissoluzione del partito, ha partecipato nel 1994 alla fondazione del Centro Cristiano Democratico, per il quale ha rivestito la carica di segretario provinciale. Dal 2002 è passato all'UDC, del quale è stato ancora segretario provinciale e membro del consiglio direttivo.
È stato eletto consigliere comunale nel comune di Formia, dove è stato a più riprese assessore e dal 1985 al 1992 sindaco. È stato rieletto sindaco dello stesso comune nel 2008, carica ricoperta fino a giugno 2013.
Nel 1995 è stato eletto consigliere provinciale presso la provincia di Latina.
A partire dal 2001 è stato eletto senatore (XIV e XV legislatura) ed è stato in tale ambito vicepresidente della commissione bilancio.
Durante la XIV legislatura ha ricoperto i seguenti incarichi nel Gruppo CCD-CDU Biancofiore: membro della 8ª commissione permanente (lavori pubblici, comunicazioni) e membro e segretario della commissione parlamentare di inchiesta sugli infortuni sul lavoro, con particolare riguardo alle cosiddette "morti bianche" e della commissione parlamentare per le questioni regionali.
Durante la XIV legislatura ha ricoperto i seguenti incarichi nel Gruppo Unione dei Democratici cristiani e di Centro (UDC): vice presidente della 5ª commissione permanente (bilancio).
È stato Presidente del Consiglio della provincia di Latina, dal 1999 al 2014.
Fu rieletto Consigliere provinciale nell'ottobre del 2014, carica che ha ricoperto fino alla sua morte, avvenuta il 29 settembre 2016 all'età di 78 anni a seguito di un arresto cardiaco.